# Okręg wyborczy nr 33 do Sejmu Rzeczypospolitej Polskiej
Okręg wyborczy nr 33 do Sejmu Rzeczypospolitej Polskiej obejmuje obszar województwa świętokrzyskiego. W obecnym kształcie został utworzony w 2001. Wybieranych jest w nim 16 posłów w systemie proporcjonalnym.
Siedzibą okręgowej komisji wyborczej są Kielce.

## Wyniki wyborów
| Podział 16 mandatów: SLD–UP: 8 Samoobrona: 2 PSL: 3 PO: 1 PiS: 1 LPR: 1 |

| Podział 16 mandatów: SLD: 2 Samoobrona: 3 PSL: 2 PO: 3 PiS: 5 LPR: 1 |

| Podział 16 mandatów: LiD: 2 PSL: 2 PO: 5 PiS: 7 |

| Podział 16 mandatów: SLD: 1 RP: 1 PSL: 3 PO: 5 PiS: 6 |

| Podział 16 mandatów: PSL: 2 NRP: 1 K’15: 1 PO: 3 PiS: 9 |

| Podział 16 mandatów: SLD: 1 KO: 3 PSL: 1 Konfederacja: 1 PiS: 10 |

| Podział 16 mandatów: Nowa Lewica: 1 KO: 4 TD: 2 Konfederacja: 1 PiS: 8 |

## Reprezentanci okręgu
| Sejm | Rok        | Poseł KW          | Poseł KW                            | Poseł KW                       | Poseł KW          | Poseł KW          | Poseł KW           | Poseł KW                               | Poseł KW              | Poseł KW                         | Poseł KW        | Poseł KW             | Poseł KW                         | Poseł KW      | Poseł KW              | Poseł KW                           | Poseł KW                        | Poseł KW          | Poseł KW            | Poseł KW            | Poseł KW            | Poseł KW    | Poseł KW                   | Poseł KW | Poseł KW           | Poseł KW | Poseł KW            | Poseł KW | Poseł KW          | Poseł KW | Poseł KW      | Poseł KW | Poseł KW           |
| ---- | ---------- | ----------------- | ----------------------------------- | ------------------------------ | ----------------- | ----------------- | ------------------ | -------------------------------------- | --------------------- | -------------------------------- | --------------- | -------------------- | -------------------------------- | ------------- | --------------------- | ---------------------------------- | ------------------------------- | ----------------- | ------------------- | ------------------- | ------------------- | ----------- | -------------------------- | -------- | ------------------ | -------- | ------------------- | -------- | ----------------- | -------- | ------------- | -------- | ------------------ |
| IV   | 2001       |                   | J. Jaskiernia SLD–UP                |                                | H. Długosz SLD–UP |                   | Z. Kałamaga SLD–UP |                                        | J. Cepil Samoobrona   |                                  | K. Miodowicz PO |                      | M. Winiarczyk-Kossakowska SLD–UP |               | A. Jagiełło SLD–UP    |                                    | P. Gosiewski PiS                |                   | J. Szczepańczyk PSL |                     | A. Sosnowski SLD–UP |             | Z. Grzebisz-Nowicka SLD–UP |          | B. Kizińska SLD–UP |          | Z. Nowak Samoobrona |          | C. Siekierski PSL |          | M. Pawlak PSL |          | S. Szyszkowski LPR |
| IV   | 2004       | L. Bugaj PSL      | J. Jaskiernia SLD–UP                |                                | H. Długosz SLD–UP |                   | Z. Kałamaga SLD–UP |                                        | J. Cepil Samoobrona   |                                  | K. Miodowicz PO |                      | M. Winiarczyk-Kossakowska SLD–UP |               | A. Jagiełło SLD–UP    |                                    | P. Gosiewski PiS                |                   | J. Szczepańczyk PSL |                     | A. Sosnowski SLD–UP |             | Z. Grzebisz-Nowicka SLD–UP |          | B. Kizińska SLD–UP |          | Z. Nowak Samoobrona |          |                   |          | M. Pawlak PSL |          | S. Szyszkowski LPR |
| V    | 2005       | W. Stępień SLD    |                                     | M. Olejnik Samoobrona          |                   | K. Grzegorek PO   |                    | H. Olendzka PiS                        | J. Cepil Samoobrona   | H. Milcarz SLD (2005) LiD (2007) | K. Miodowicz PO | A. Pałys PSL         |                                  | K. Lipiec PiS |                       | J. Rusiecki PiS                    | P. Gosiewski PiS                |                   | Z. Pacelt PO        | L. Sułek Samoobrona |                     | M. Zuba PiS | R. Parda LPR               |          |                    |          |                     |          |                   |          | M. Pawlak PSL |          |                    |
| VI   | 2007       |                   | S. Kopyciński LiD (2007) SLD (2011) |                                | A. Gierada PO     | K. Grzegorek PO   |                    | M. Okła-Drewnowicz PO (2007) KO (2019) | A. Bętkowski PiS      | H. Milcarz SLD (2005) LiD (2007) | K. Miodowicz PO | A. Pałys PSL         |                                  | K. Lipiec PiS |                       | J. Rusiecki PiS                    | P. Gosiewski PiS                | M. Kwitek PiS     | Z. Pacelt PO        |                     | W. Wrona PiS        | M. Zuba PiS |                            |          |                    |          |                     |          |                   |          | M. Pawlak PSL |          |                    |
| VI   | 2010 (IV)  | B. Dorywalski PiS | S. Kopyciński LiD (2007) SLD (2011) |                                | A. Gierada PO     | K. Grzegorek PO   |                    | M. Okła-Drewnowicz PO (2007) KO (2019) | A. Bętkowski PiS      | H. Milcarz SLD (2005) LiD (2007) | K. Miodowicz PO | A. Pałys PSL         |                                  | K. Lipiec PiS |                       | J. Rusiecki PiS                    |                                 | M. Kwitek PiS     | Z. Pacelt PO        |                     | W. Wrona PiS        | M. Zuba PiS |                            |          |                    |          |                     |          |                   |          | M. Pawlak PSL |          |                    |
| VI   | 2010 (XII) | H. Olendzka PiS   | S. Kopyciński LiD (2007) SLD (2011) |                                | A. Gierada PO     | K. Grzegorek PO   |                    | M. Okła-Drewnowicz PO (2007) KO (2019) | A. Bętkowski PiS      | H. Milcarz SLD (2005) LiD (2007) | K. Miodowicz PO | A. Pałys PSL         |                                  | K. Lipiec PiS |                       | J. Rusiecki PiS                    |                                 | M. Kwitek PiS     | Z. Pacelt PO        |                     | W. Wrona PiS        | M. Zuba PiS |                            |          |                    |          |                     |          |                   |          | M. Pawlak PSL |          |                    |
| VII  | 2011       |                   | S. Kopyciński LiD (2007) SLD (2011) | L. Pietrzczyk PO               | A. Gierada PO     |                   | J. Cedzyński RP    | M. Okła-Drewnowicz PO (2007) KO (2019) | A. Bętkowski PiS      | B. Kempa PiS                     | K. Miodowicz PO | J. Górczyński PSL    | T. Kaczmarek PiS                 | K. Lipiec PiS |                       | J. Rusiecki PiS                    | M. Gos PSL                      |                   | Z. Pacelt PO        |                     |                     | M. Zuba PiS |                            |          |                    |          |                     |          |                   |          | M. Pawlak PSL |          |                    |
| VII  | 2013       | R. Janik PO       | S. Kopyciński LiD (2007) SLD (2011) | L. Pietrzczyk PO               | A. Gierada PO     |                   | J. Cedzyński RP    | M. Okła-Drewnowicz PO (2007) KO (2019) | A. Bętkowski PiS      | B. Kempa PiS                     |                 | J. Górczyński PSL    | T. Kaczmarek PiS                 | K. Lipiec PiS |                       | J. Rusiecki PiS                    | M. Gos PSL                      |                   | Z. Pacelt PO        |                     |                     | M. Zuba PiS |                            |          |                    |          |                     |          |                   |          | M. Pawlak PSL |          |                    |
| VII  | 2014       | R. Janik PO       | S. Kopyciński LiD (2007) SLD (2011) | L. Pietrzczyk PO               | A. Gierada PO     | R. Garczewski PSL | J. Cedzyński RP    | M. Okła-Drewnowicz PO (2007) KO (2019) | A. Bętkowski PiS      | B. Kempa PiS                     | M. Kwitek PiS   |                      | T. Kaczmarek PiS                 | K. Lipiec PiS |                       |                                    | M. Gos PSL                      |                   | Z. Pacelt PO        |                     |                     | M. Zuba PiS |                            |          |                    |          |                     |          |                   |          | M. Pawlak PSL |          |                    |
| VII  | 2015       | R. Janik PO       | S. Kopyciński LiD (2007) SLD (2011) | L. Pietrzczyk PO               | A. Gierada PO     | R. Garczewski PSL | J. Cedzyński RP    | M. Okła-Drewnowicz PO (2007) KO (2019) | A. Bętkowski PiS      | B. Kempa PiS                     | M. Kwitek PiS   | H. Olendzka PiS      |                                  | K. Lipiec PiS |                       |                                    | M. Gos PSL                      |                   | Z. Pacelt PO        |                     |                     | M. Zuba PiS |                            |          |                    |          |                     |          |                   |          | M. Pawlak PSL |          |                    |
| VIII | 2015       |                   | Z. Ziobro PiS                       | G. Schetyna PO                 | A. Gierada PO     |                   | A. Krupka PiS      | M. Okła-Drewnowicz PO (2007) KO (2019) | D. Tarczyński PiS     |                                  | M. Kwitek PiS   | P. Liroy-Marzec K’15 | M. Cieślak PiS                   | K. Lipiec PiS | K. Kotowski PSL       |                                    | A. Cyrański .N (2015) KO (2019) | B. Latosiński PiS | K. Jarubas PSL      |                     | A. Kryj PiS         | M. Zuba PiS |                            |          |                    |          |                     |          |                   |          |               |          |                    |
| IX   | 2019       |                   | Z. Ziobro PiS                       | A. Szejna SLD (2019) NL (2023) |                   | B. Sienkiewicz KO | A. Krupka PiS      | M. Okła-Drewnowicz PO (2007) KO (2019) | D. Tarczyński PiS     |                                  | M. Kwitek PiS   |                      | M. Cieślak PiS                   | K. Lipiec PiS | K. Bosak Konfederacja | C. Siekierski PSL (2019) TD (2023) | A. Cyrański .N (2015) KO (2019) |                   | A. Wojtyszek PiS    | B. Dorywalski PiS   | A. Kryj PiS         |             | P. Wawrzyk PiS             |          |                    |          |                     |          |                   |          |               |          |                    |
| IX   | 2020       | M. Gosek PiS      | Z. Ziobro PiS                       | A. Szejna SLD (2019) NL (2023) |                   | B. Sienkiewicz KO | A. Krupka PiS      | M. Okła-Drewnowicz PO (2007) KO (2019) |                       |                                  | M. Kwitek PiS   |                      | M. Cieślak PiS                   | K. Lipiec PiS | K. Bosak Konfederacja | C. Siekierski PSL (2019) TD (2023) | A. Cyrański .N (2015) KO (2019) |                   | A. Wojtyszek PiS    | B. Dorywalski PiS   | A. Kryj PiS         |             | P. Wawrzyk PiS             |          |                    |          |                     |          |                   |          |               |          |                    |
| X    | 2023       | M. Gosek PiS      | J. Kaczyński PiS                    | A. Szejna SLD (2019) NL (2023) |                   | L. Pietrzczyk KO  | A. Krupka PiS      | M. Okła-Drewnowicz PO (2007) KO (2019) | M. Wawer Konfederacja |                                  |                 | R. Giertych KO       | M. Cieślak PiS                   | K. Lipiec PiS | A. Gierada KO         | C. Siekierski PSL (2019) TD (2023) |                                 | R. Kasprzyk TD    | A. Wojtyszek PiS    | B. Dorywalski PiS   | A. Kryj PiS         |             |                            |          |                    |          |                     |          |                   |          |               |          |                    |

### Wybory parlamentarne 2001
| Komitet wyborczy                                      | Komitet wyborczy                              | Głosów  | %     | Mandaty | Wybrani posłowie |
| ----------------------------------------------------- | --------------------------------------------- | ------- | ----- | ------- | --- |
|                                                       | KKW Sojusz Lewicy Demokratycznej – Unia Pracy | 194 585 | 45,08 | 8       | Jerzy Jaskiernia, Henryk Długosz, Zdzisław Kałamaga, Małgorzata Winiarczyk-Kossakowska, Andrzej Jagiełło, Adam Sosnowski, Zofia Grzebisz-Nowicka, Bożena Kizińska |
|                                                       | Polskie Stronnictwo Ludowe                    | 65 039  | 15,07 | 3       | Józef Szczepańczyk, Czesław Siekierski, Mirosław Pawlak, Leszek Bugaj                                                                                             |
|                                                       | Samoobrona Rzeczpospolitej Polskiej           | 55 284  | 12,81 | 2       | Józef Cepil, Zbigniew Nowak |
|                                                       | KWW Platforma Obywatelska                     | 30 909  | 7,16  | 1       | Konstanty Miodowicz |
|                                                       | Prawo i Sprawiedliwość                        | 29 066  | 6,73  | 1       | Przemysław Gosiewski |
|                                                       | Liga Polskich Rodzin                          | 26 940  | 6,24  | 1       | Stanisław Szyszkowski |
|                                                       | KKW Akcja Wyborcza Solidarność Prawicy        | 15 885  | 3,68  | –       | |
|                                                       | Unia Wolności                                 | 7784    | 1,80  | –       | |
|                                                       | Alternatywa Ruch Społeczny                    | 4121    | 0,95  | –       | |
|                                                       | Polska Partia Socjalistyczna                  | 1992    | 0,46  | –       | |
| Frekwencja: 44,17% Źródło: Państwowa Komisja Wyborcza |                                               |         |       |         | |

Poniższa tabela przedstawia podział mandatów dla komitetów wyborczych na podstawie uzyskanych głosów, a następnie obliczonych ilorazów wyborczych na podstawie zmodyfikowanej metody Sainte-Laguë.
| Podział mandatów dla komitetów wyborczych na podstawie zmodyfikowanej metody Sainte-Laguë | Podział mandatów dla komitetów wyborczych na podstawie zmodyfikowanej metody Sainte-Laguë | Podział mandatów dla komitetów wyborczych na podstawie zmodyfikowanej metody Sainte-Laguë | Podział mandatów dla komitetów wyborczych na podstawie zmodyfikowanej metody Sainte-Laguë | Podział mandatów dla komitetów wyborczych na podstawie zmodyfikowanej metody Sainte-Laguë | Podział mandatów dla komitetów wyborczych na podstawie zmodyfikowanej metody Sainte-Laguë | Podział mandatów dla komitetów wyborczych na podstawie zmodyfikowanej metody Sainte-Laguë | Podział mandatów dla komitetów wyborczych na podstawie zmodyfikowanej metody Sainte-Laguë | Podział mandatów dla komitetów wyborczych na podstawie zmodyfikowanej metody Sainte-Laguë | Podział mandatów dla komitetów wyborczych na podstawie zmodyfikowanej metody Sainte-Laguë | Podział mandatów dla komitetów wyborczych na podstawie zmodyfikowanej metody Sainte-Laguë | Podział mandatów dla komitetów wyborczych na podstawie zmodyfikowanej metody Sainte-Laguë | Podział mandatów dla komitetów wyborczych na podstawie zmodyfikowanej metody Sainte-Laguë | Podział mandatów dla komitetów wyborczych na podstawie zmodyfikowanej metody Sainte-Laguë | Podział mandatów dla komitetów wyborczych na podstawie zmodyfikowanej metody Sainte-Laguë | Podział mandatów dla komitetów wyborczych na podstawie zmodyfikowanej metody Sainte-Laguë |
| Komitet wyborczy                                                                          | Komitet wyborczy                                                                          | Liczba głosów                                                                             | Iloraz wyborczy                                                                           | Iloraz wyborczy                                                                           | Iloraz wyborczy                                                                           | Iloraz wyborczy                                                                           | Iloraz wyborczy                                                                           | Iloraz wyborczy                                                                           | Iloraz wyborczy                                                                           | Iloraz wyborczy                                                                           | Iloraz wyborczy                                                                           | Iloraz wyborczy                                                                           | Iloraz wyborczy                                                                           | Mandaty                                                                                   | TP                                                                                        |
| Komitet wyborczy                                                                          | Komitet wyborczy                                                                          | Liczba głosów                                                                             | /1,4                                                                                      | /3                                                                                        | /5                                                                                        | /7                                                                                        | /9                                                                                        | /11                                                                                       | /13                                                                                       | /15                                                                                       | /17                                                                                       | ...                                                                                       | /31                                                                                       | Mandaty                                                                                   | TP                                                                                        |
| ----------------------------------------------------------------------------------------- | ----------------------------------------------------------------------------------------- | ----------------------------------------------------------------------------------------- | ----------------------------------------------------------------------------------------- | ----------------------------------------------------------------------------------------- | ----------------------------------------------------------------------------------------- | ----------------------------------------------------------------------------------------- | ----------------------------------------------------------------------------------------- | ----------------------------------------------------------------------------------------- | ----------------------------------------------------------------------------------------- | ----------------------------------------------------------------------------------------- | ----------------------------------------------------------------------------------------- | ----------------------------------------------------------------------------------------- | ----------------------------------------------------------------------------------------- | ----------------------------------------------------------------------------------------- | ----------------------------------------------------------------------------------------- |
|                                                                                           | KKW Sojusz Lewicy Demokratycznej – Unia Pracy                                             | 194 585                                                                                   | 138 989                                                                                   | 64 862                                                                                    | 38 917                                                                                    | 27 798                                                                                    | 21 621                                                                                    | 17 690                                                                                    | 14 968                                                                                    | 12 972                                                                                    | 11 446                                                                                    | ...                                                                                       | 6277                                                                                      | 8                                                                                         | 7,75                                                                                      |
|                                                                                           | Polskie Stronnictwo Ludowe                                                                | 65 039                                                                                    | 46 456                                                                                    | 21 680                                                                                    | 13 008                                                                                    | 9291                                                                                      | 7227                                                                                      | 5913                                                                                      | 5003                                                                                      | 4336                                                                                      | 3826                                                                                      | ...                                                                                       | 2098                                                                                      | 3                                                                                         | 2,59                                                                                      |
|                                                                                           | Samoobrona Rzeczpospolitej Polskiej                                                       | 55 284                                                                                    | 39 489                                                                                    | 18 428                                                                                    | 11 057                                                                                    | 7898                                                                                      | 6143                                                                                      | 5026                                                                                      | 4253                                                                                      | 3686                                                                                      | 3252                                                                                      | ...                                                                                       | 1783                                                                                      | 2                                                                                         | 2,20                                                                                      |
|                                                                                           | KWW Platforma Obywatelska                                                                 | 30 909                                                                                    | 22 078                                                                                    | 10 303                                                                                    | 6182                                                                                      | 4416                                                                                      | 3434                                                                                      | 2810                                                                                      | 2378                                                                                      | 2061                                                                                      | 1818                                                                                      | ...                                                                                       | 997                                                                                       | 1                                                                                         | 1,23                                                                                      |
|                                                                                           | Prawo i Sprawiedliwość                                                                    | 29 066                                                                                    | 20 761                                                                                    | 9689                                                                                      | 5813                                                                                      | 4152                                                                                      | 3230                                                                                      | 2642                                                                                      | 2236                                                                                      | 1938                                                                                      | 1710                                                                                      | ...                                                                                       | 938                                                                                       | 1                                                                                         | 1,16                                                                                      |
|                                                                                           | Liga Polskich Rodzin                                                                      | 26 940                                                                                    | 19 243                                                                                    | 8980                                                                                      | 5388                                                                                      | 3849                                                                                      | 2993                                                                                      | 2449                                                                                      | 2072                                                                                      | 1796                                                                                      | 1585                                                                                      | ...                                                                                       | 869                                                                                       | 1                                                                                         | 1,07                                                                                      |
| Ogółem                                                                                    | Ogółem                                                                                    | 401 823                                                                                   | –                                                                                         | –                                                                                         | –                                                                                         | –                                                                                         | –                                                                                         | –                                                                                         | –                                                                                         | –                                                                                         | –                                                                                         | –                                                                                         | –                                                                                         | 16                                                                                        | 16                                                                                        |

### Wybory parlamentarne 2005
| Komitet wyborczy                                      | Komitet wyborczy                        | Głosów | %     | Mandaty | Wybrani posłowie                                                                       |
| ----------------------------------------------------- | --------------------------------------- | ------ | ----- | ------- | -------------------------------------------------------------------------------------- |
|                                                       | Prawo i Sprawiedliwość                  | 86 670 | 23,76 | 5       | Przemysław Gosiewski, Halina Olendzka, Krzysztof Lipiec, Jarosław Rusiecki, Maria Zuba |
|                                                       | Samoobrona Rzeczpospolitej Polskiej     | 62 851 | 17,23 | 3       | Małgorzata Olejnik, Józef Cepil, Leszek Sułek                                          |
|                                                       | Platforma Obywatelska RP                | 56 133 | 15,39 | 3       | Konstanty Miodowicz, Krzysztof Grzegorek, Zbigniew Pacelt                              |
|                                                       | Polskie Stronnictwo Ludowe              | 51 610 | 14,15 | 2       | Mirosław Pawlak, Andrzej Pałys                                                         |
|                                                       | Sojusz Lewicy Demokratycznej            | 44 961 | 12,33 | 2       | Włodzimierz Stępień, Henryk Milcarz                                                    |
|                                                       | Liga Polskich Rodzin                    | 22 486 | 6,16  | 1       | Radosław Parda                                                                         |
|                                                       | Socjaldemokracja Polska                 | 14 800 | 4,06  | –       |                                                                                        |
|                                                       | Ruch Patriotyczny                       | 5730   | 1,57  | –       |                                                                                        |
|                                                       | Partia Demokratyczna – demokraci.pl     | 4788   | 1,31  | –       |                                                                                        |
|                                                       | Platforma Janusza Korwin-Mikke          | 4579   | 1,26  | –       |                                                                                        |
|                                                       | Polska Partia Pracy                     | 3128   | 0,86  | –       |                                                                                        |
|                                                       | Centrum                                 | 2588   | 0,71  | –       |                                                                                        |
|                                                       | Dom Ojczysty                            | 1593   | 0,44  | –       |                                                                                        |
|                                                       | KWW – Ogólnopolska Koalicja Obywatelska | 1095   | 0,30  | –       |                                                                                        |
|                                                       | Polska Partia Narodowa                  | 995    | 0,27  | –       |                                                                                        |
|                                                       | Inicjatywa RP                           | 762    | 0,21  | –       |                                                                                        |
| Frekwencja: 36,53% Źródło: Państwowa Komisja Wyborcza |                                         |        |       |         |                                                                                        |

Poniższa tabela przedstawia podział mandatów dla komitetów wyborczych na podstawie uzyskanych głosów, a następnie obliczonych ilorazów wyborczych na podstawie metody D’Hondta.
| Podział mandatów dla komitetów wyborczych na podstawie metody D’Hondta | Podział mandatów dla komitetów wyborczych na podstawie metody D’Hondta | Podział mandatów dla komitetów wyborczych na podstawie metody D’Hondta | Podział mandatów dla komitetów wyborczych na podstawie metody D’Hondta | Podział mandatów dla komitetów wyborczych na podstawie metody D’Hondta | Podział mandatów dla komitetów wyborczych na podstawie metody D’Hondta | Podział mandatów dla komitetów wyborczych na podstawie metody D’Hondta | Podział mandatów dla komitetów wyborczych na podstawie metody D’Hondta | Podział mandatów dla komitetów wyborczych na podstawie metody D’Hondta | Podział mandatów dla komitetów wyborczych na podstawie metody D’Hondta | Podział mandatów dla komitetów wyborczych na podstawie metody D’Hondta | Podział mandatów dla komitetów wyborczych na podstawie metody D’Hondta | Podział mandatów dla komitetów wyborczych na podstawie metody D’Hondta |
| Komitet wyborczy                                                       | Komitet wyborczy                                                       | Liczba głosów                                                          | Iloraz wyborczy                                                        | Iloraz wyborczy                                                        | Iloraz wyborczy                                                        | Iloraz wyborczy                                                        | Iloraz wyborczy                                                        | Iloraz wyborczy                                                        | Iloraz wyborczy                                                        | Iloraz wyborczy                                                        | Mandaty                                                                | TP                                                                     |
| Komitet wyborczy                                                       | Komitet wyborczy                                                       | Liczba głosów                                                          | /1                                                                     | /2                                                                     | /3                                                                     | /4                                                                     | /5                                                                     | /6                                                                     | ...                                                                    | /16                                                                    | Mandaty                                                                | TP                                                                     |
| ---------------------------------------------------------------------- | ---------------------------------------------------------------------- | ---------------------------------------------------------------------- | ---------------------------------------------------------------------- | ---------------------------------------------------------------------- | ---------------------------------------------------------------------- | ---------------------------------------------------------------------- | ---------------------------------------------------------------------- | ---------------------------------------------------------------------- | ---------------------------------------------------------------------- | ---------------------------------------------------------------------- | ---------------------------------------------------------------------- | ---------------------------------------------------------------------- |
|                                                                        | Prawo i Sprawiedliwość                                                 | 86 670                                                                 | 86 670                                                                 | 43 335                                                                 | 28 890                                                                 | 21 668                                                                 | 17 334                                                                 | 14 445                                                                 | ...                                                                    | 5417                                                                   | 5                                                                      | 4,27                                                                   |
|                                                                        | Samoobrona Rzeczpospolitej Polskiej                                    | 62 851                                                                 | 62 851                                                                 | 31 426                                                                 | 20 950                                                                 | 15 713                                                                 | 12 570                                                                 | 10 475                                                                 | ...                                                                    | 3928                                                                   | 3                                                                      | 3,10                                                                   |
|                                                                        | Platforma Obywatelska RP                                               | 56 133                                                                 | 56 133                                                                 | 28 067                                                                 | 18 711                                                                 | 14 033                                                                 | 11 227                                                                 | 9356                                                                   | ...                                                                    | 3508                                                                   | 3                                                                      | 2,77                                                                   |
|                                                                        | Polskie Stronnictwo Ludowe                                             | 51 610                                                                 | 51 610                                                                 | 25 805                                                                 | 17 203                                                                 | 12 903                                                                 | 10 322                                                                 | 8602                                                                   | ...                                                                    | 3226                                                                   | 2                                                                      | 2,54                                                                   |
|                                                                        | Sojusz Lewicy Demokratycznej                                           | 44 961                                                                 | 44 961                                                                 | 22 481                                                                 | 14 987                                                                 | 11 240                                                                 | 8992                                                                   | 7494                                                                   | ...                                                                    | 2810                                                                   | 2                                                                      | 2,22                                                                   |
|                                                                        | Liga Polskich Rodzin                                                   | 22 486                                                                 | 22 486                                                                 | 11 243                                                                 | 7495                                                                   | 5622                                                                   | 4497                                                                   | 3748                                                                   | ...                                                                    | 1405                                                                   | 1                                                                      | 1,11                                                                   |
| Ogółem                                                                 | Ogółem                                                                 | 324 711                                                                | –                                                                      | –                                                                      | –                                                                      | –                                                                      | –                                                                      | –                                                                      | –                                                                      | –                                                                      | 16                                                                     | 16                                                                     |

### Wybory parlamentarne 2007
| Komitet wyborczy                                      | Komitet wyborczy                      | Głosów  | %     | Mandaty | Wybrani posłowie |
| ----------------------------------------------------- | ------------------------------------- | ------- | ----- | ------- | --- |
|                                                       | Prawo i Sprawiedliwość                | 188 556 | 39,07 | 7       | Przemysław Gosiewski, Jarosław Rusiecki, Krzysztof Lipiec, Maria Zuba, Andrzej Bętkowski, Marek Kwitek, Waldemar Wrona, Bartłomiej Dorywalski, Halina Olendzka |
|                                                       | Platforma Obywatelska RP              | 134 849 | 27,94 | 5       | Konstanty Miodowicz, Krzysztof Grzegorek, Artur Gierada, Zbigniew Pacelt, Marzena Okła-Drewnowicz                                                              |
|                                                       | Polskie Stronnictwo Ludowe            | 71 034  | 14,72 | 2       | Mirosław Pawlak, Andrzej Pałys |
|                                                       | KKW Lewica i Demokraci SLD+SDPL+PD+UP | 66 646  | 13,81 | 2       | Sławomir Kopyciński, Henryk Milcarz |
|                                                       | Samoobrona Rzeczpospolitej Polskiej   | 7874    | 1,63  | –       | |
|                                                       | Liga Polskich Rodzin                  | 4721    | 0,98  | –       | |
|                                                       | Polska Partia Pracy                   | 4545    | 0,94  | –       | |
|                                                       | Partia Kobiet                         | 4346    | 0,90  | –       | |
| Frekwencja: 47,45% Źródło: Państwowa Komisja Wyborcza |                                       |         |       |         | |

Poniższa tabela przedstawia podział mandatów dla komitetów wyborczych na podstawie uzyskanych głosów, a następnie obliczonych ilorazów wyborczych na podstawie metody D’Hondta.
| Podział mandatów dla komitetów wyborczych na podstawie metody D’Hondta | Podział mandatów dla komitetów wyborczych na podstawie metody D’Hondta | Podział mandatów dla komitetów wyborczych na podstawie metody D’Hondta | Podział mandatów dla komitetów wyborczych na podstawie metody D’Hondta | Podział mandatów dla komitetów wyborczych na podstawie metody D’Hondta | Podział mandatów dla komitetów wyborczych na podstawie metody D’Hondta | Podział mandatów dla komitetów wyborczych na podstawie metody D’Hondta | Podział mandatów dla komitetów wyborczych na podstawie metody D’Hondta | Podział mandatów dla komitetów wyborczych na podstawie metody D’Hondta | Podział mandatów dla komitetów wyborczych na podstawie metody D’Hondta | Podział mandatów dla komitetów wyborczych na podstawie metody D’Hondta | Podział mandatów dla komitetów wyborczych na podstawie metody D’Hondta | Podział mandatów dla komitetów wyborczych na podstawie metody D’Hondta | Podział mandatów dla komitetów wyborczych na podstawie metody D’Hondta | Podział mandatów dla komitetów wyborczych na podstawie metody D’Hondta |
| Komitet wyborczy                                                       | Komitet wyborczy                                                       | Liczba głosów                                                          | Iloraz wyborczy                                                        | Iloraz wyborczy                                                        | Iloraz wyborczy                                                        | Iloraz wyborczy                                                        | Iloraz wyborczy                                                        | Iloraz wyborczy                                                        | Iloraz wyborczy                                                        | Iloraz wyborczy                                                        | Iloraz wyborczy                                                        | Iloraz wyborczy                                                        | Mandaty                                                                | TP                                                                     |
| Komitet wyborczy                                                       | Komitet wyborczy                                                       | Liczba głosów                                                          | /1                                                                     | /2                                                                     | /3                                                                     | /4                                                                     | /5                                                                     | /6                                                                     | /7                                                                     | /8                                                                     | ...                                                                    | /16                                                                    | Mandaty                                                                | TP                                                                     |
| ---------------------------------------------------------------------- | ---------------------------------------------------------------------- | ---------------------------------------------------------------------- | ---------------------------------------------------------------------- | ---------------------------------------------------------------------- | ---------------------------------------------------------------------- | ---------------------------------------------------------------------- | ---------------------------------------------------------------------- | ---------------------------------------------------------------------- | ---------------------------------------------------------------------- | ---------------------------------------------------------------------- | ---------------------------------------------------------------------- | ---------------------------------------------------------------------- | ---------------------------------------------------------------------- | ---------------------------------------------------------------------- |
|                                                                        | Prawo i Sprawiedliwość                                                 | 188 556                                                                | 188 556                                                                | 94 278                                                                 | 62 852                                                                 | 47 139                                                                 | 37 711                                                                 | 31 426                                                                 | 26 937                                                                 | 23 570                                                                 | ...                                                                    | 11 785                                                                 | 7                                                                      | 6,54                                                                   |
|                                                                        | Platforma Obywatelska RP                                               | 134 849                                                                | 134 849                                                                | 67 425                                                                 | 44 950                                                                 | 33 712                                                                 | 26 970                                                                 | 22 474                                                                 | 19 264                                                                 | 16 856                                                                 | ...                                                                    | 8428                                                                   | 5                                                                      | 4,68                                                                   |
|                                                                        | Polskie Stronnictwo Ludowe                                             | 71 034                                                                 | 71 034                                                                 | 35 517                                                                 | 23 678                                                                 | 17 759                                                                 | 14 207                                                                 | 11 839                                                                 | 10 148                                                                 | 8879                                                                   | ...                                                                    | 4440                                                                   | 2                                                                      | 2,46                                                                   |
|                                                                        | KKW Lewica i Demokraci SLD+SDPL+PD+UP                                  | 66 646                                                                 | 66 646                                                                 | 33 323                                                                 | 22 215                                                                 | 16 662                                                                 | 13 329                                                                 | 11 108                                                                 | 9521                                                                   | 8331                                                                   | ...                                                                    | 4165                                                                   | 2                                                                      | 2,31                                                                   |
| Ogółem                                                                 | Ogółem                                                                 | 461 085                                                                | –                                                                      | –                                                                      | –                                                                      | –                                                                      | –                                                                      | –                                                                      | –                                                                      | –                                                                      | –                                                                      | –                                                                      | 16                                                                     | 16                                                                     |

### Wybory parlamentarne 2011
| Komitet wyborczy                                      | Komitet wyborczy                              | Głosów  | %     | Mandaty | Wybrani posłowie |
| ----------------------------------------------------- | --------------------------------------------- | ------- | ----- | ------- | --- |
|                                                       | Prawo i Sprawiedliwość                        | 138 039 | 31,89 | 6       | Beata Kempa, Jarosław Rusiecki, Krzysztof Lipiec, Maria Zuba, Andrzej Bętkowski, Tomasz Kaczmarek, Marek Kwitek, Halina Olendzka |
|                                                       | Platforma Obywatelska RP                      | 109 916 | 25,39 | 5       | Marzena Okła-Drewnowicz, Konstanty Miodowicz, Artur Gierada, Zbigniew Pacelt, Lucjan Pietrzczyk, Renata Janik                    |
|                                                       | Polskie Stronnictwo Ludowe                    | 85 590  | 19,77 | 3       | Adam Jarubas, Mirosław Pawlak, Jarosław Górczyński, Marek Gos, Romuald Garczewski                                                |
|                                                       | Sojusz Lewicy Demokratycznej                  | 42 096  | 9,72  | 1       | Sławomir Kopyciński |
|                                                       | Ruch Palikota                                 | 38 331  | 8,85  | 1       | Jan Cedzyński |
|                                                       | Polska Jest Najważniejsza                     | 6982    | 1,61  | –       | |
|                                                       | Nowa Prawica – Janusza Korwin-Mikke           | 6754    | 1,56  | –       | |
|                                                       | Polska Partia Pracy – Sierpień 80             | 2528    | 0,58  | –       | |
|                                                       | Prawica                                       | 1406    | 0,32  | –       | |
|                                                       | Nasz Dom Polska – Samoobrona Andrzeja Leppera | 1262    | 0,29  | –       | |
| Frekwencja: 43,74% Źródło: Państwowa Komisja Wyborcza |                                               |         |       |         | |

Poniższa tabela przedstawia podział mandatów dla komitetów wyborczych na podstawie uzyskanych głosów, a następnie obliczonych ilorazów wyborczych na podstawie metody D’Hondta.
| Podział mandatów dla komitetów wyborczych na podstawie metody D’Hondta | Podział mandatów dla komitetów wyborczych na podstawie metody D’Hondta | Podział mandatów dla komitetów wyborczych na podstawie metody D’Hondta | Podział mandatów dla komitetów wyborczych na podstawie metody D’Hondta | Podział mandatów dla komitetów wyborczych na podstawie metody D’Hondta | Podział mandatów dla komitetów wyborczych na podstawie metody D’Hondta | Podział mandatów dla komitetów wyborczych na podstawie metody D’Hondta | Podział mandatów dla komitetów wyborczych na podstawie metody D’Hondta | Podział mandatów dla komitetów wyborczych na podstawie metody D’Hondta | Podział mandatów dla komitetów wyborczych na podstawie metody D’Hondta | Podział mandatów dla komitetów wyborczych na podstawie metody D’Hondta | Podział mandatów dla komitetów wyborczych na podstawie metody D’Hondta | Podział mandatów dla komitetów wyborczych na podstawie metody D’Hondta | Podział mandatów dla komitetów wyborczych na podstawie metody D’Hondta |
| Komitet wyborczy                                                       | Komitet wyborczy                                                       | Liczba głosów                                                          | Iloraz wyborczy                                                        | Iloraz wyborczy                                                        | Iloraz wyborczy                                                        | Iloraz wyborczy                                                        | Iloraz wyborczy                                                        | Iloraz wyborczy                                                        | Iloraz wyborczy                                                        | Iloraz wyborczy                                                        | Iloraz wyborczy                                                        | Mandaty                                                                | TP                                                                     |
| Komitet wyborczy                                                       | Komitet wyborczy                                                       | Liczba głosów                                                          | /1                                                                     | /2                                                                     | /3                                                                     | /4                                                                     | /5                                                                     | /6                                                                     | /7                                                                     | ...                                                                    | /16                                                                    | Mandaty                                                                | TP                                                                     |
| ---------------------------------------------------------------------- | ---------------------------------------------------------------------- | ---------------------------------------------------------------------- | ---------------------------------------------------------------------- | ---------------------------------------------------------------------- | ---------------------------------------------------------------------- | ---------------------------------------------------------------------- | ---------------------------------------------------------------------- | ---------------------------------------------------------------------- | ---------------------------------------------------------------------- | ---------------------------------------------------------------------- | ---------------------------------------------------------------------- | ---------------------------------------------------------------------- | ---------------------------------------------------------------------- |
|                                                                        | Prawo i Sprawiedliwość                                                 | 138 039                                                                | 138 039                                                                | 69 020                                                                 | 46 013                                                                 | 34 510                                                                 | 27 608                                                                 | 23 007                                                                 | 19 720                                                                 | ...                                                                    | 8627                                                                   | 6                                                                      | 5,34                                                                   |
|                                                                        | Platforma Obywatelska RP                                               | 109 916                                                                | 109 916                                                                | 54 958                                                                 | 36 639                                                                 | 27 479                                                                 | 21 983                                                                 | 18 319                                                                 | 15 702                                                                 | ...                                                                    | 6870                                                                   | 5                                                                      | 4,25                                                                   |
|                                                                        | Polskie Stronnictwo Ludowe                                             | 85 590                                                                 | 85 590                                                                 | 42 795                                                                 | 28 530                                                                 | 21 398                                                                 | 17 118                                                                 | 14 265                                                                 | 12 227                                                                 | ...                                                                    | 5349                                                                   | 3                                                                      | 3,31                                                                   |
|                                                                        | Sojusz Lewicy Demokratycznej                                           | 42 096                                                                 | 42 096                                                                 | 21 048                                                                 | 14 032                                                                 | 10 524                                                                 | 8419                                                                   | 7016                                                                   | 6014                                                                   | ...                                                                    | 2631                                                                   | 1                                                                      | 1,63                                                                   |
|                                                                        | Ruch Palikota                                                          | 38 331                                                                 | 38 331                                                                 | 19 166                                                                 | 12 777                                                                 | 9583                                                                   | 7666                                                                   | 6389                                                                   | 5476                                                                   | ...                                                                    | 2396                                                                   | 1                                                                      | 1,48                                                                   |
| Ogółem                                                                 | Ogółem                                                                 | 413 972                                                                | –                                                                      | –                                                                      | –                                                                      | –                                                                      | –                                                                      | –                                                                      | –                                                                      | –                                                                      | –                                                                      | 16                                                                     | 16                                                                     |

### Wybory parlamentarne 2015
| Komitet wyborczy                                      | Komitet wyborczy                             | Głosów  | %     | Mandaty | Wybrani posłowie |
| ----------------------------------------------------- | -------------------------------------------- | ------- | ----- | ------- | --- |
|                                                       | Prawo i Sprawiedliwość                       | 200 652 | 42,81 | 9       | Zbigniew Ziobro, Anna Krupka, Krzysztof Lipiec, Dominik Tarczyński, Maria Zuba, Michał Cieślak, Marek Kwitek, Bogdan Latosiński, Andrzej Kryj |
|                                                       | Platforma Obywatelska RP                     | 80 866  | 17,25 | 3       | Grzegorz Schetyna, Marzena Okła-Drewnowicz, Artur Gierada                                                                                     |
|                                                       | Polskie Stronnictwo Ludowe                   | 44 574  | 9,51  | 2       | Kazimierz Kotowski, Krystian Jarubas |
|                                                       | KWW Kukiz’15                                 | 44 115  | 9,41  | 1       | Piotr Liroy-Marzec |
|                                                       | KKW Zjednoczona Lewica SLD+TR+PPS+UP+Zieloni | 36 880  | 7,87  | –       | |
|                                                       | Nowoczesna Ryszarda Petru                    | 23 360  | 4,98  | 1       | Adam Cyrański |
|                                                       | KORWiN                                       | 19 395  | 4,14  | –       | |
|                                                       | Partia Razem                                 | 13 106  | 2,80  | –       | |
|                                                       | KWW JOW Bezpartyjni                          | 2344    | 0,50  | –       | |
|                                                       | KWW Zbigniewa Stonogi                        | 1792    | 0,38  | –       | |
|                                                       | KWW Grzegorza Brauna „Szczęść Boże!”         | 1158    | 0,25  | –       | |
|                                                       | Samoobrona                                   | 448     | 0,10  | –       | |
| Frekwencja: 46,82% Źródło: Państwowa Komisja Wyborcza |                                              |         |       |         | |

Poniższa tabela przedstawia podział mandatów dla komitetów wyborczych na podstawie uzyskanych głosów, a następnie obliczonych ilorazów wyborczych na podstawie metody D’Hondta.
| Podział mandatów dla komitetów wyborczych na podstawie metody D’Hondta | Podział mandatów dla komitetów wyborczych na podstawie metody D’Hondta | Podział mandatów dla komitetów wyborczych na podstawie metody D’Hondta | Podział mandatów dla komitetów wyborczych na podstawie metody D’Hondta | Podział mandatów dla komitetów wyborczych na podstawie metody D’Hondta | Podział mandatów dla komitetów wyborczych na podstawie metody D’Hondta | Podział mandatów dla komitetów wyborczych na podstawie metody D’Hondta | Podział mandatów dla komitetów wyborczych na podstawie metody D’Hondta | Podział mandatów dla komitetów wyborczych na podstawie metody D’Hondta | Podział mandatów dla komitetów wyborczych na podstawie metody D’Hondta | Podział mandatów dla komitetów wyborczych na podstawie metody D’Hondta | Podział mandatów dla komitetów wyborczych na podstawie metody D’Hondta | Podział mandatów dla komitetów wyborczych na podstawie metody D’Hondta | Podział mandatów dla komitetów wyborczych na podstawie metody D’Hondta | Podział mandatów dla komitetów wyborczych na podstawie metody D’Hondta | Podział mandatów dla komitetów wyborczych na podstawie metody D’Hondta | Podział mandatów dla komitetów wyborczych na podstawie metody D’Hondta |
| Komitet wyborczy                                                       | Komitet wyborczy                                                       | Liczba głosów                                                          | Iloraz wyborczy                                                        | Iloraz wyborczy                                                        | Iloraz wyborczy                                                        | Iloraz wyborczy                                                        | Iloraz wyborczy                                                        | Iloraz wyborczy                                                        | Iloraz wyborczy                                                        | Iloraz wyborczy                                                        | Iloraz wyborczy                                                        | Iloraz wyborczy                                                        | Iloraz wyborczy                                                        | Iloraz wyborczy                                                        | Mandaty                                                                | TP                                                                     |
| Komitet wyborczy                                                       | Komitet wyborczy                                                       | Liczba głosów                                                          | /1                                                                     | /2                                                                     | /3                                                                     | /4                                                                     | /5                                                                     | /6                                                                     | /7                                                                     | /8                                                                     | /9                                                                     | /10                                                                    | ...                                                                    | /16                                                                    | Mandaty                                                                | TP                                                                     |
| ---------------------------------------------------------------------- | ---------------------------------------------------------------------- | ---------------------------------------------------------------------- | ---------------------------------------------------------------------- | ---------------------------------------------------------------------- | ---------------------------------------------------------------------- | ---------------------------------------------------------------------- | ---------------------------------------------------------------------- | ---------------------------------------------------------------------- | ---------------------------------------------------------------------- | ---------------------------------------------------------------------- | ---------------------------------------------------------------------- | ---------------------------------------------------------------------- | ---------------------------------------------------------------------- | ---------------------------------------------------------------------- | ---------------------------------------------------------------------- | ---------------------------------------------------------------------- |
|                                                                        | Prawo i Sprawiedliwość                                                 | 200 652                                                                | 200 652                                                                | 100 326                                                                | 66 884                                                                 | 50 163                                                                 | 40 130                                                                 | 33 442                                                                 | 28 665                                                                 | 25 082                                                                 | 22 295                                                                 | 20 065                                                                 | ...                                                                    | 12 541                                                                 | 9                                                                      | 8,16                                                                   |
|                                                                        | Platforma Obywatelska RP                                               | 80 866                                                                 | 80 866                                                                 | 40 433                                                                 | 26 955                                                                 | 20 217                                                                 | 16 173                                                                 | 13 478                                                                 | 11 552                                                                 | 10 108                                                                 | 8985                                                                   | 8087                                                                   | ...                                                                    | 5054                                                                   | 3                                                                      | 3,29                                                                   |
|                                                                        | Polskie Stronnictwo Ludowe                                             | 44 574                                                                 | 44 574                                                                 | 22 287                                                                 | 14 858                                                                 | 11 144                                                                 | 8915                                                                   | 7429                                                                   | 6368                                                                   | 5572                                                                   | 4953                                                                   | 4457                                                                   | ...                                                                    | 2786                                                                   | 2                                                                      | 1,81                                                                   |
|                                                                        | KWW Kukiz’15                                                           | 44 115                                                                 | 44 115                                                                 | 22 058                                                                 | 14 705                                                                 | 11 029                                                                 | 8823                                                                   | 7353                                                                   | 6302                                                                   | 5515                                                                   | 4902                                                                   | 4412                                                                   | ...                                                                    | 2757                                                                   | 1                                                                      | 1,79                                                                   |
|                                                                        | Nowoczesna Ryszarda Petru                                              | 23 360                                                                 | 23 360                                                                 | 11 680                                                                 | 7787                                                                   | 5840                                                                   | 4672                                                                   | 3893                                                                   | 3337                                                                   | 2920                                                                   | 2596                                                                   | 2336                                                                   | ...                                                                    | 1460                                                                   | 1                                                                      | 0,95                                                                   |
| Ogółem                                                                 | Ogółem                                                                 | 393 567                                                                | –                                                                      | –                                                                      | –                                                                      | –                                                                      | –                                                                      | –                                                                      | –                                                                      | –                                                                      | –                                                                      | –                                                                      | –                                                                      | –                                                                      | 16                                                                     | 16                                                                     |

### Wybory parlamentarne 2019
| Komitet wyborczy                                      | Komitet wyborczy                           | Głosów  | %     | Mandaty | Wybrani posłowie |
| ----------------------------------------------------- | ------------------------------------------ | ------- | ----- | ------- | --- |
|                                                       | Prawo i Sprawiedliwość                     | 314 455 | 55,18 | 10      | Zbigniew Ziobro, Anna Krupka, Agata Wojtyszek, Krzysztof Lipiec, Michał Cieślak, Dominik Tarczyński, Andrzej Kryj, Bartłomiej Dorywalski, Piotr Wawrzyk, Marek Kwitek, Mariusz Gosek |
|                                                       | KKW Koalicja Obywatelska PO .N iPL Zieloni | 94 880  | 16,65 | 3       | Bartłomiej Sienkiewicz, Marzena Okła-Drewnowicz, Adam Cyrański |
|                                                       | Sojusz Lewicy Demokratycznej               | 56 699  | 9,95  | 1       | Andrzej Szejna |
|                                                       | Polskie Stronnictwo Ludowe                 | 56 289  | 9,88  | 1       | Czesław Siekierski |
|                                                       | Konfederacja Wolność i Niepodległość       | 33 895  | 5,95  | 1       | Krzysztof Bosak |
|                                                       | Skuteczni Piotra Liroya-Marca              | 8273    | 1,45  | –       | |
|                                                       | KWW Koalicja Bezpartyjni i Samorządowcy    | 5400    | 0,95  | –       | |
| Frekwencja: 57,70% Źródło: Państwowa Komisja Wyborcza |                                            |         |       |         | |

Poniższa tabela przedstawia podział mandatów dla komitetów wyborczych na podstawie uzyskanych głosów, a następnie obliczonych ilorazów wyborczych na podstawie metody D’Hondta.
| Podział mandatów dla komitetów wyborczych na podstawie metody D’Hondta | Podział mandatów dla komitetów wyborczych na podstawie metody D’Hondta | Podział mandatów dla komitetów wyborczych na podstawie metody D’Hondta | Podział mandatów dla komitetów wyborczych na podstawie metody D’Hondta | Podział mandatów dla komitetów wyborczych na podstawie metody D’Hondta | Podział mandatów dla komitetów wyborczych na podstawie metody D’Hondta | Podział mandatów dla komitetów wyborczych na podstawie metody D’Hondta | Podział mandatów dla komitetów wyborczych na podstawie metody D’Hondta | Podział mandatów dla komitetów wyborczych na podstawie metody D’Hondta | Podział mandatów dla komitetów wyborczych na podstawie metody D’Hondta | Podział mandatów dla komitetów wyborczych na podstawie metody D’Hondta | Podział mandatów dla komitetów wyborczych na podstawie metody D’Hondta | Podział mandatów dla komitetów wyborczych na podstawie metody D’Hondta | Podział mandatów dla komitetów wyborczych na podstawie metody D’Hondta | Podział mandatów dla komitetów wyborczych na podstawie metody D’Hondta | Podział mandatów dla komitetów wyborczych na podstawie metody D’Hondta | Podział mandatów dla komitetów wyborczych na podstawie metody D’Hondta | Podział mandatów dla komitetów wyborczych na podstawie metody D’Hondta |
| Komitet wyborczy                                                       | Komitet wyborczy                                                       | Liczba głosów                                                          | Iloraz wyborczy                                                        | Iloraz wyborczy                                                        | Iloraz wyborczy                                                        | Iloraz wyborczy                                                        | Iloraz wyborczy                                                        | Iloraz wyborczy                                                        | Iloraz wyborczy                                                        | Iloraz wyborczy                                                        | Iloraz wyborczy                                                        | Iloraz wyborczy                                                        | Iloraz wyborczy                                                        | Iloraz wyborczy                                                        | Iloraz wyborczy                                                        | Mandaty                                                                | TP                                                                     |
| Komitet wyborczy                                                       | Komitet wyborczy                                                       | Liczba głosów                                                          | /1                                                                     | /2                                                                     | /3                                                                     | /4                                                                     | /5                                                                     | /6                                                                     | /7                                                                     | /8                                                                     | /9                                                                     | /10                                                                    | /11                                                                    | ...                                                                    | /16                                                                    | Mandaty                                                                | TP                                                                     |
| ---------------------------------------------------------------------- | ---------------------------------------------------------------------- | ---------------------------------------------------------------------- | ---------------------------------------------------------------------- | ---------------------------------------------------------------------- | ---------------------------------------------------------------------- | ---------------------------------------------------------------------- | ---------------------------------------------------------------------- | ---------------------------------------------------------------------- | ---------------------------------------------------------------------- | ---------------------------------------------------------------------- | ---------------------------------------------------------------------- | ---------------------------------------------------------------------- | ---------------------------------------------------------------------- | ---------------------------------------------------------------------- | ---------------------------------------------------------------------- | ---------------------------------------------------------------------- | ---------------------------------------------------------------------- |
|                                                                        | Prawo i Sprawiedliwość                                                 | 314 455                                                                | 314 455                                                                | 157 228                                                                | 104 818                                                                | 78 614                                                                 | 62 891                                                                 | 52 409                                                                 | 44 922                                                                 | 39 307                                                                 | 34 939                                                                 | 31 446                                                                 | 28 587                                                                 | ...                                                                    | 19 653                                                                 | 10                                                                     | 9,05                                                                   |
|                                                                        | KKW Koalicja Obywatelska PO .N iPL Zieloni                             | 94 880                                                                 | 94 880                                                                 | 47 440                                                                 | 31 627                                                                 | 23 720                                                                 | 18 976                                                                 | 15 813                                                                 | 13 554                                                                 | 11 860                                                                 | 10 542                                                                 | 9488                                                                   | 8625                                                                   | ...                                                                    | 5930                                                                   | 3                                                                      | 2,73                                                                   |
|                                                                        | Sojusz Lewicy Demokratycznej                                           | 56 699                                                                 | 56 699                                                                 | 28 350                                                                 | 18 900                                                                 | 14 175                                                                 | 11 340                                                                 | 9450                                                                   | 8100                                                                   | 7087                                                                   | 6300                                                                   | 5670                                                                   | 5154                                                                   | ...                                                                    | 3544                                                                   | 1                                                                      | 1,63                                                                   |
|                                                                        | Polskie Stronnictwo Ludowe                                             | 56 289                                                                 | 56 289                                                                 | 28 145                                                                 | 18 763                                                                 | 14 072                                                                 | 11 258                                                                 | 9382                                                                   | 8041                                                                   | 7036                                                                   | 6254                                                                   | 5629                                                                   | 5117                                                                   | ...                                                                    | 3518                                                                   | 1                                                                      | 1,62                                                                   |
|                                                                        | Konfederacja Wolność i Niepodległość                                   | 33 895                                                                 | 33 895                                                                 | 16 948                                                                 | 11 298                                                                 | 8474                                                                   | 6779                                                                   | 5649                                                                   | 4842                                                                   | 4237                                                                   | 3766                                                                   | 3390                                                                   | 3081                                                                   | ...                                                                    | 2118                                                                   | 1                                                                      | 0,98                                                                   |
| Ogółem                                                                 | Ogółem                                                                 | 556 218                                                                | –                                                                      | –                                                                      | –                                                                      | –                                                                      | –                                                                      | –                                                                      | –                                                                      | –                                                                      | –                                                                      | –                                                                      | –                                                                      | –                                                                      | –                                                                      | 16                                                                     | 16                                                                     |

### Wybory parlamentarne 2023
| Komitet wyborczy                                      | Komitet wyborczy                                                           | Głosów  | %     | Mandaty | Wybrani posłowie |
| ----------------------------------------------------- | -------------------------------------------------------------------------- | ------- | ----- | ------- | --- |
|                                                       | Prawo i Sprawiedliwość                                                     | 310 266 | 47,07 | 8       | Jarosław Kaczyński, Anna Krupka, Agata Wojtyszek, Krzysztof Lipiec, Bartłomiej Dorywalski, Andrzej Kryj, Michał Cieślak, Mariusz Gosek |
|                                                       | KKW Koalicja Obywatelska PO .N iPL Zieloni                                 | 137 941 | 20,93 | 4       | Marzena Okła-Drewnowicz, Roman Giertych, Artur Gierada, Lucjan Pietrzczyk                                                              |
|                                                       | KKW Trzecia Droga Polska 2050 Szymona Hołowni – Polskie Stronnictwo Ludowe | 90 975  | 13,80 | 2       | Czesław Siekierski, Rafał Kasprzyk |
|                                                       | Nowa Lewica                                                                | 45 048  | 6,83  | 1       | Andrzej Szejna |
|                                                       | Konfederacja Wolność i Niepodległość                                       | 43 197  | 6,55  | 1       | Michał Wawer |
|                                                       | Bezpartyjni Samorządowcy                                                   | 18 961  | 2,88  | –       | |
|                                                       | Polska Jest Jedna                                                          | 9 090   | 1,38  | –       | |
|                                                       | KWW Ruchu Dobrobytu i Pokoju                                               | 2 310   | 0,35  | –       | |
|                                                       | Normalny Kraj                                                              | 1 344   | 0,20  | –       | |
| Frekwencja: 71,09% Źródło: Państwowa Komisja Wyborcza |                                                                            |         |       |         | |

Poniższa tabela przedstawia podział mandatów dla komitetów wyborczych na podstawie uzyskanych głosów, a następnie obliczonych ilorazów wyborczych na podstawie metody D’Hondta.
|        | Prawo i Sprawiedliwość                                                     | 310 266 | 310 266 | 155 133 | 103 422 | 77 567 | 62 053 | 51 711 | 44 324 | 38 783 | 34 474 | ... | 19 392 | 8  | 7,91 |
|        | KKW Koalicja Obywatelska PO .N iPL Zieloni                                 | 137 941 | 137 941 | 68 971  | 45 980  | 34 485 | 27 588 | 22 990 | 19 706 | 17 243 | 15 327 | ... | 8621   | 4  | 3,52 |
|        | KKW Trzecia Droga Polska 2050 Szymona Hołowni – Polskie Stronnictwo Ludowe | 90 975  | 90 975  | 45 488  | 30 325  | 22 744 | 18 195 | 15 163 | 12 996 | 11 372 | 10 108 | ... | 5686   | 2  | 2,32 |
|        | Nowa Lewica                                                                | 45 048  | 45 048  | 22 524  | 15 016  | 11 262 | 9010   | 7508   | 6435   | 5631   | 5005   | ... | 2816   | 1  | 1,15 |
|        | Konfederacja Wolność i Niepodległość                                       | 43 197  | 43 197  | 21 599  | 14 399  | 10 799 | 8639   | 7200   | 6171   | 5400   | 4800   | ... | 2700   | 1  | 1,10 |
| Ogółem | Ogółem                                                                     | 627 427 | –       | –       | –       | –      | –      | –      | –      | –      | –      | –   | –      | 16 | 16   |